# Karl Weller (Historiker)
Karl Weller (* 22. November 1866 in Langenschemmern; † 24. Dezember 1943 in Stuttgart) war ein deutscher Historiker. Der Gymnasiallehrer Weller veröffentlichte Werke und Aufsätze zur schwäbischen und württembergischen Geschichte und trug auch zur Allgemeinen Deutschen Biographie einige Artikel bei. Sein Standardwerk zur Geschichte Württembergs erschien über Jahrzehnte hinweg in mehreren Auflagen.

## Leben
Wellers bis ins 16. Jahrhundert nachzuweisende Vorfahren waren Bauern im Welzheimer Wald. Sein Großvater hatte 1848/49 aufgrund von Überschuldung Grundbesitz und einen Bauernhof in Seiboldsweiler bei Welzheim verloren, weswegen Wellers Vater in die Dienste der Königlich Württembergischen Staats-Eisenbahnen trat. Zur Zeit der Geburt seines Sohnes Karl war er Bahnhofsvorstand in Langenschemmern an der Bahnstrecke Ulm–Friedrichshafen. Karl Wellers Mutter, eine geborene Grüninger, stammte aus einer Welzheimer Familie von Glasermeistern. Karl Weller hatte noch einen älteren Bruder, der Dekan wurde. Ein jüngerer Bruder wurde Notar.
1869 zog die Familie nach Neuenstein. Karl Weller besuchte das Öhringer Progymnasium und anschließend das Haller Gymnasium. Er interessierte sich früh für Geschichte. Da deren Studium als Hauptfach in Württemberg seinerzeit nicht möglich war, studierte er Alte Philologie an der Universität Tübingen, wo er auch Mitglied der AMV Stochdorphia Tübingen wurde. Nach dem Examen leistete er als Einjährig-Freiwilliger Wehrdienst. Wegen Überfüllung der altphilologischen Laufbahn konnte Weller nicht sofort in den staatlichen Schuldienst wechseln. Ab 1893 erarbeitete er daher im Auftrag des fürstlichen Gesamthauses Hohenlohe das Hohenloher Urkundenbuch.
1902 konnte Weller als Geschichtslehrer am Öhringer Progymnasium in den Schuldienst eintreten. 1908 wechselte er als Gymnasialprofessor an das Stuttgarter Karls-Gymnasium, wo er bis zu seiner Pensionierung 1929 blieb.
1904 heiratete Weller in Öhringen seine Frau Maria, geb. Nestle, die älteste Tochter des Haller Landgerichtspräsidenten. Aus der Ehe gingen drei Kinder hervor.

## Werk
Weller arbeitete vor allem zur Geschichte Hohenlohes und Württembergs. 
Beim Historischen Verein für Württembergisch Franken engagierte er sich ab 1895 als Autor und wurde 1896 Schriftleiter.
Neben dem Hohenloher Urkundenbuch, von dem 1899 bis 1912 drei Bände erschienen, erarbeitete er auf Grundlage dieses Urkundenbuchs eine Geschichte des Hauses Hohenlohe bis zur Mitte des 14. Jahrhunderts, die 1903 und 1908 in zwei Bänden erschien. Sein 1908 erstmals erschienenes Standardwerk Württembergische Geschichte wurde über Jahrzehnte hinweg immer wieder aufgelegt. Auch ein mehrteiliges Lehrbuch für den Geschichtsunterricht an höheren Lehranstalten schrieb Weller. Weitere Aufsätze und Werke Wellers widmeten sich u. a. der Geschichte Schwäbisch Halls und Weinsbergs, den Altstraßen in Württemberg, der Besiedlungsgeschichte Württembergs sowie der württembergischen Kirchengeschichte. Zur Allgemeinen Deutschen Biographie trug er einige biographische Artikel bei. Zusammen mit Viktor Ernst gab er im Auftrag des Württembergischen Geschichts- und Altertumsvereins den Württembergischen Nekrolog für die Jahre 1913 bis 1921 heraus, der in sieben Bänden von 1916 bis 1928 erschien.

## Auszeichnungen
Wegen seiner Veröffentlichungen zu den Weibern von Weinsberg ernannte die Stadt Weinsberg Weller am 11. Juni 1903 zum Ehrenbürger. Der Württembergische Geschichts- und Altertumsverein, den Weller von 1922 bis 1930 leitete, ernannte ihn 1932 zum Ehrenmitglied.

## Veröffentlichungen (Auswahl)
- mit Arnold Weller: Württembergische Geschichte im südwestdeutschen Raum. 10. Auflage, Theiss, Stuttgart 1989.
- Geschichte des schwäbischen Stammes bis zum Untergang der Staufer. Oldenbourg, München 1944.
- Besiedlungsgeschichte Württembergs vom 3. bis 13. Jahrhundert n. Chr. Kohlhammer, Stuttgart 1938.
- Württembergische Kirchengeschichte bis zum Ende der Stauferzeit. Calwer Vereinsbuchhandlung, Stuttgart 1936.
- Die Staatsumwälzung in Württemberg 1918–1920. Kohlhammer, Stuttgart 1930 (Digitalisat).
- Die Entstehung des württembergischen Staatswesens. In: Württembergische Studien. Festschrift zum 70. Geburtstag von Professor Eugen Nägele. Silberburg-Verlag, Stuttgart 1926, S. 99–120.
- Württembergische Geschichte. 2. Auflage, Göschen, Leipzig 1916 (5. Aufl. 1963).
- Geschichte des Hauses Hohenlohe. Zwei Bände. Kohlhammer, Stuttgart 1904/1908.